# سیارک ۴۲۸
سیارک ۴۲۸ (به انگلیسی: 428 Monachia، نامگذاری:1897DK) چهارصد و بیست و هشتمین سیارک کشف شده‌است که در ۱۸ نوامبر ۱۸۹۷ کشف شد.
قدر مطلق سیارک برابر ۱۱٫۷۴ است.